# Млечувка
Млечувка (пол. Mleczówka) — село в Польщі, у гміні Любовідз Журомінського повіту Мазовецького воєводства.
Населення — 271 особа (2011).
У 1975-1998 роках село належало до Цехановського воєводства.

## Демографія
Демографічна структура станом на 31 березня 2011 року:
|          | Загалом | Допрацездатний вік | Працездатний вік | Постпрацездатний вік |
| -------- | ------- | ------------------ | ---------------- | -------------------- |
| Чоловіки | 126     | 30                 | 86               | 10                   |
| Жінки    | 145     | 39                 | 71               | 35                   |
| Разом    | 271     | 69                 | 157              | 45                   |